# منتخب إسبانيا لكرة الطائرة للسيدات
منتخب إسبانيا الوطني لكرة الطائرة للسيدات (بالإسبانية: Selección femenina de voleibol de España)‏ هو ممثل إسبانيا الرسمي في المنافسات الدولية في كرة طائرة في فئة كرة الطائرة للسيدات.